# Stadion Tamaz Stefania
Stadion Tamaz Stefania – stadion piłkarski w Bolnisi, w Gruzji. Pojemność obiektu wynosi 3242 widzów. Swoje spotkania rozgrywają na nim piłkarze drużyny Sioni Bolnisi.